# Prix Gémeaux de la meilleure émission ou série jeunesse
Le prix Gémeaux de la meilleure émission ou série jeunesse est une récompense télévisuelle remise par l'Académie canadienne du cinéma et de la télévision depuis 1987.

## Palmarès

### Série ou émission dramatique
- 1989 - Iniminimagimo
- 1990 - Iniminimagimo
- 1991 - Passe-Partout
- 1992 - Watatatow
- 1993 - Watatatow
- 1994 - Zap
- 1995 - Zap
- 2009 - Francœur

### Série ou émission de variétés ou d'information
- 1989 - Le Club des 100 watts
- 1990 - Le Club des 100 watts
- 1991 - Le Club des 100 watts
- 1992 - Le Club des 100 watts
- 1993 - Ici ados Canada
- 1994 - Bêtes pas bêtes +
- 1995 - Bêtes pas bêtes +
- 2009 - Mégallô

### 2-10 ans
- 1987 - Traboulidon
- 1988 - Iniminimagimo et Passe-Partout - ex æquo
- 2009 - Toc toc toc

### 11 ans et plus
- 1987 - Génies en herbe International
- 1988 - Wow et Flash varicelle - ex æquo
- 2009 - Mégallô

### 2-12 ans: variétés ou information
- 1996 - Le Petit Journal
- 1997 - Bêtes pas bêtes +
- 2009 - Mégallô

### 2-12 ans: dramatique
- 1996 - La Maison de Ouimzie
- 1997 - La Maison de Ouimzie
- 2008 - Une grenade avec ça?
- 2009 - Toc toc toc

### 3-5 ans
- 1998 - Pin-Pon
- 1999 - Cornemuse
- 2000 - Cornemuse
- 2001 - Cornemuse
- 2002 - Cornemuse
- 2003 - Bonjour Madame Croque Cerise
- 2009 - Kaboum

### 3-7 ans
- 2004 - Macaroni tout garni
- 2009 - Macaroni tout garni

### 6-12 ans
- 1998 - Les Aventures de la courte échelle 2
- 1999 - Bêtes pas bêtes
- 2000 - Macaroni tout garni
- 2001 - Les Débrouillards
- 2002 - Ramdam
- 2003 - Ramdam
- 2004 - Ramdam
- 2009 - Ramdam

### 13-17 ans
- 1996 - Ici ados Canada
- 1997 - Radio Enfer
- 1998 - Radio Enfer
- 1999 - Watatatow
- 2000 - Watatatow
- 2001 - Dans une galaxie près de chez vous
- 2002 - Dans une galaxie près de chez vous
- 2003 - La grande expédition
- 2009 - Amandine Malabul